# Golden Harvest
Golden Harvest er et kinesisk filmselskab med hovedkvarter i Hong Kong. Selskabet blev grundlagt af Raymond Chow, Leonard Ho og Leung Fung i 1970. Golden Harvest er særlig kendt for at have produceret de fleste film med Bruce Lee – og senere Jackie Chan og Jet Li. De er også kendt for at have produceret Teenage Mutant Ninja Turtles-filmene, samt actionkomedien Ud at køre med de skøre og dens 2er.